# 1911 في كندا
فيما يلي قوائم الأحداث التي وقعت خلال عام 1911 في كندا.

## سياسة

### تعيين في المنصب
- 1 يناير – روبرت روجرز عضو مجلس العموم الكندي.
- 1 يناير – هنري هربرت ستيفنز عضو مجلس العموم الكندي.
- 10 أكتوبر – روبرت بوردن رئيس وزراء كندا.

### انتهاء فترة المنصب
- 1 يناير – إل. د. تايلور عمدة فانكوفر ‏.
- 1 يناير – جورج بيري غراهام عضو مجلس العموم الكندي.
- 1 يناير – روبرت روجرز member of the Legislative Assembly of Manitoba ‏.
- 21 سبتمبر – جورج غوردون عضو مجلس العموم الكندي.
- 21 سبتمبر – ويليام برايس عضو مجلس العموم الكندي.
- 21 سبتمبر – ويليام رايت عضو مجلس العموم الكندي.
- 21 سبتمبر – ويليام ستيفنز فيلدينغ عضو مجلس العموم الكندي.

## مواليد

### يناير
- 1 يناير – جورج إلدون لاد
- 1 يناير – دان ر. ماكدونالد موسيقي كندي.
- 1 يناير – روبرت توماس ألين كاتب كندي.
- 2 يناير – مالكوم روس ناقد أدبي كندي.
- 3 يناير – روبرت سومرز سياسي كندي.
- 5 يناير – إزرائيل هالبرين رياضياتي كندي.
- 12 يناير – أندريه روسو سياسي كندي.
- 17 يناير – جون جيمس سياسي كندي.
- 22 يناير – فريدريك مورتون شارب سياسي كندي.
- 27 يناير – راي كينسلا لاعب هوكي جليد كندي.
- 31 يناير – تومي إيفان لاعب هوكي جليد كندي.

### فبراير
- 12 فبراير – كامبل ميلر سياسي كندي.
- 17 فبراير – ويس كاتلر لاعب كرة قدم كندي.
- 26 فبراير – فرد بور سياسي كندي.

### مارس
- 21 مارس – راسيل هنت درّاج طريق كندي.

### أبريل
- 11 أبريل – هيو جون ماكدونالد سياسي كندي.
- 21 أبريل – توماس كولتر لاعب هوكي جليد كندي.
- 27 أبريل – جاك كول مصمم رقص من الولايات المتحدة الأمريكية.
- 28 أبريل – بوب هاميرتون سبّاح كندي.
- 28 أبريل – فرانك كريستيان سياسي كندي.
- 28 أبريل – فيرا بيترز

### مايو
- 2 مايو – سيلفيا هان
- 10 مايو – رولاند غلادو لاعب كرة قاعدة كندي.
- 11 مايو – ميتشيل شارب سياسي كندي.
- 19 مايو – غوردون إس. كوان قاضي كندي.
- 23 مايو – تشارلي ساندز لاعب هوكي جليد كندي.
- 23 مايو – لو برويلارد ملاكم كندي.
- 26 مايو – نايجل بوين سياسي أسترالي.

### يونيو
- 3 يونيو – هارمون جونز
- 7 يونيو – رالف بوكستون لاعب كرة قاعدة من الولايات المتحدة الأمريكية.
- 10 يونيو – فانس ر. هنتلي سياسي كندي.
- 20 يونيو – رالف بومان لاعب هوكي جليد كندي.
- 29 يونيو – كاثرين ديميل

### يوليو
- 5 يوليو – تشارلز هنري سياسي كندي.
- 5 يوليو – فرانك إليوت درّاج طريق كندي.
- 18 يوليو – جاي ستيوارت مارشال
- 18 يوليو – هوم كرونين
- 21 يوليو – جيمس إدغار ووكر سياسي كندي.
- 21 يوليو – مارشال ماكلوهان

### أغسطس
- 1 أغسطس – غويندولين بلاك
- 3 أغسطس – جورج أبوت لاعب هوكي جليد كندي.
- 16 أغسطس – هال روبسون
- 29 أغسطس – تيدي سوندرز لاعب هوكي جليد كندي.

### سبتمبر
- 18 سبتمبر – إدي كينغ
- 18 سبتمبر – سيد هاو لاعب هوكي جليد كندي.

### أكتوبر
- 2 أكتوبر – ديزموند سميث
- 5 أكتوبر – بيير دانسيرو
- 9 أكتوبر – مارك هنري براون
- 24 أكتوبر – باول غريغوار كهنوت كندي.
- 30 أكتوبر – جيم كولمان صحفي رياضي كندي.

### نوفمبر
- 3 نوفمبر – جورج هان سياسي كندي.
- 4 نوفمبر – هيو فاركهارسون لاعب هوكي جليد كندي.
- 13 نوفمبر – إدوارد فرازير رولاند سياسي كندي.
- 18 نوفمبر – س. بي. ماكفيرسن
- 24 نوفمبر – إيرل روبرتسون لاعب هوكي جليد كندي.

### ديسمبر
- 1 ديسمبر – كالفين غريفيث لاعب كرة قاعدة من الولايات المتحدة الأمريكية.
- 4 ديسمبر – والي دان مدرب خيل من الولايات المتحدة الأمريكية.
- 7 ديسمبر – نانسي أرشيبالد مبارزة بالسيف كندية.
- 15 ديسمبر – جورج هاردي نقابي من الولايات المتحدة الأمريكية.
- 24 ديسمبر – أندي تومي لاعب كرة قدم كندي.
- 28 ديسمبر – إدي وايزمان لاعب هوكي جليد كندي.
- 28 ديسمبر – بوبي لي لاعب هوكي جليد كندي.

## وفيات

### يناير
- 1 يناير – جورج أغسطس دانا (مواليد 1840) سياسي كندي.
- 28 يناير – جون هايز (مواليد 1832) عسكري من الولايات المتحدة الأمريكية.

### مارس
- 16 مارس – ميشيل ويليام بيبي (مواليد 1834) سياسي كندي.
- 18 مارس – توماس ديكون (مواليد 1832) سياسي كندي.

### مايو
- 7 مايو – جاك وينشستر (مواليد 1882) لاعب هوكي جليد كندي.

### يونيو
- 4 يونيو – جون ماكلولين (مواليد 1849) سياسي كندي.

### يوليو
- 3 يوليو – صموئيل جون فوكس (مواليد 1854) سياسي كندي.
- 18 يوليو – سيدني ستريكلاند تولى (مواليد 1860)

### أغسطس
- 1 يناير – جورج أغسطس دانا (مواليد 1840) سياسي كندي.

### سبتمبر
- 26 سبتمبر – جوزيف غوثير (مواليد 1842) سياسي كندي.

### أكتوبر
- 6 أكتوبر – لاري ميرفي (مواليد 1857)

### نوفمبر
- 28 نوفمبر – روفوس نيلسون إنجلاند (مواليد 1851) سياسي كندي.

### ديسمبر
- 3 ديسمبر – ويليام تي غرين (مواليد 1860) محامي من الولايات المتحدة الأمريكية.
- 12 ديسمبر – دانيال جوزيف غريني (مواليد 1850) سياسي كندي.
- 28 ديسمبر – آرثر بيرن (مواليد 1879)